# Jan Kowalczyk

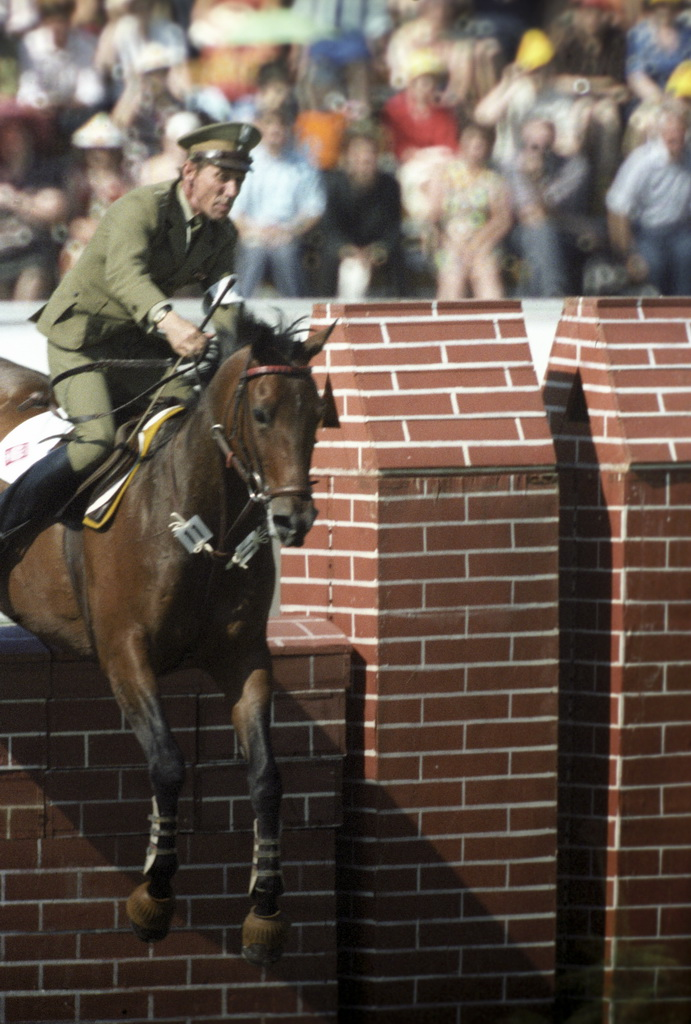
Jan Kowalczyk (1980)

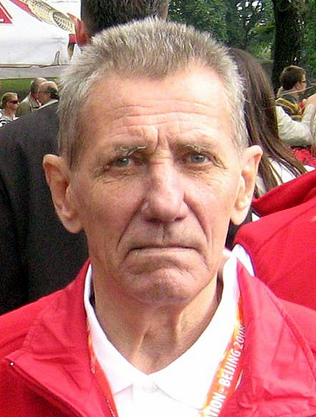
Jan Kowalczyk (2007)

Jan Kowalczyk (* 18. Dezember 1941 in Drogomysl; † 24. Februar 2020 in Warschau) war ein  polnischer Springreiter.
Er nahm an den Olympischen Spielen von 1968, 1972 und 1980 teil. Sein größter Erfolg war der Gewinn der Einzel-Goldmedaille bei den Spielen 1980 in Moskau, die von den meisten westlichen Nationen boykottiert wurden.

## Erfolge
- Olympische Spiele
  - 1980 in Moskau: Silbermedaille Mannschaft, Goldmedaille Einzel auf Artemor
- weitere:
  - 15× polnischer Meister